# سانتياغو ميرلو
سانتياغو ميرلو (بالإسبانية: Santiago Merlo)‏ هو لاعب كرة قدم أوروغواياني، ولد في 30 أغسطس 1998 في Empalme Olmos ‏ في الأوروغواي.

## وصلات خارجية
- سانتياغو ميرلو على موقع قاعدة بيانات كرة القدم.إي يو (الإنجليزية)
- سانتياغو ميرلو على موقع Soccerway.com (الإنجليزية)
- سانتياغو ميرلو على موقع عالم كرة القدم.نت (الإنجليزية)